# Xylota armipes
Xylota armipes är en tvåvingeart som först beskrevs av Sack 1922.  Xylota armipes ingår i släktet vedblomflugor, och familjen blomflugor.
Artens utbredningsområde är Taiwan. Inga underarter finns listade i Catalogue of Life.